# 御建神社
御建神社（みたてじんじゃ）は、広島県東広島市西条町にある神社。

## 概要
JR西条駅北口の目前に、御建公園野球場と教善寺に挟まれる格好で鎮座している。
社伝によると、慶雲3年（706年）に諸国に疫病が流行した際、素戔嗚命（牛頭天王）に祈り疫病が止んだ事から、当時の人々が社を建てて祀ったのが創建とされる。
元は西条町字御建に鎮座していたが、明治43年（1910年）に近隣の若宮八幡神社、胡子神社、金崎神社、大地面神社を合祀して、現在地に遷座した。

## 祭神
- 素戔嗚命
- 事代主命
- 市杵島姫命

など

## 境内社
- 松尾神社（酒造祈願祭：11月）
- 御建稲荷神社（例祭：2月）

兼務社
- 白鳥神社（東広島市高屋町、旧郷社、例祭：4月）